# Parc résidentiel de loisirs
Ne doit pas être confondu avec parc de maisons mobiles ou Village de vacances.
Un parc résidentiel de loisirs (PRL) est un type d'hébergement touristique d'aspect village vacances qui accueille essentiellement des familles, généralement lors de leurs vacances.
L'aspect "Village" sous-entend que cet établissement de vacance propose la plupart des services disponibles dans un village. L'hébergement peut se faire en chalet, bungalow et maison mobile
Les formules "Club", "Resort", "Ecovillage", "Naturiste", "Tourisme & handicap", "Tout inclus" ("All Inclusive" en anglais) peuvent être associés à leur nom.

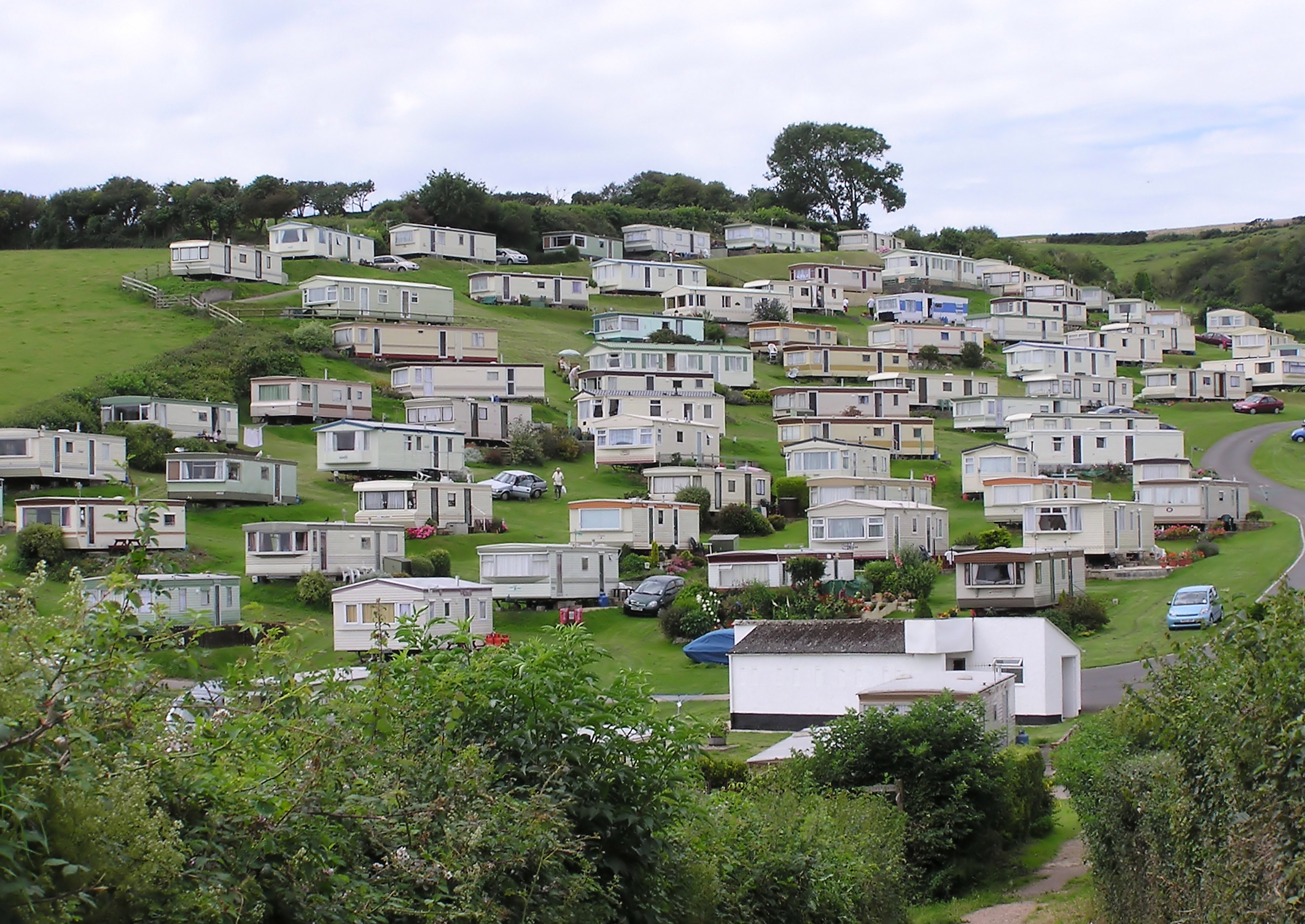
Un parc de « Mobilhome ou Cottage » au bord d’une falaise à Beer, Devon, Angleterre.

## Classements
Selon les pays ils peuvent obtenir des autorités d'État un classement, généralement en étoiles.
En l'absence de législation dans certains pays et de standardisation internationale, certains organismes ont créé leur propre système de classement (Epis, clé vacance, Lutins, Tridents...)
Pour éviter les confusions, les acteurs du tourisme français ont mis en place avec l'État un système de classification.

### Confort
Les logements sont équipés d’une partie cuisine ou kitchenette, d’une salle d'eau, et de couchages.

## Labels
Les gestionnaires des parcs résidentiels de loisir peuvent prétendre à des labels à destination :
- Écotourisme
- Tourisme équitable
- Tourisme des handicapés
- Naturisme

## Club
La mention "Club" indique que les gestionnaires du parc résidentiel de loisirs proposent des animations et loisirs artistiques, culturels ou sportifs pour le public accueilli :
- Adultes: Animations artistiques, sportives et culturelles.
- Enfants: Baby-club, Mini-club, Club junior, Club-ados, Espace-Junior...

## Naturisme
- Certains Villages vacances proposent à leur vacanciers des loisirs tel que : Plage naturiste, Piscine naturiste, Sauna naturiste...
- Les mentions "Naturiste" & "FKK" sont associées aux Village vacances qui accueillent  essentiellement des familles naturistes.

## Spa
La mention « Spa » est un terme générique qui indique que l'établissement propose une ou plusieurs formules de soin, grâce à la présence d'une station thermale, de balnéothérapie, de thalassothérapie ou d'un centre de remise en forme.

## Prestations hôtelières et pension
La résidence de tourisme peut combiner le confort d’un appartement ou d'une maisonnette avec les services d’un hôtel tels que: 
- La fourniture de draps ou les « lits fait à l'arrivée » ;
- La fourniture de linge de maison ;
- Le ménage ou le kit pour le ménage ;
- Les repas (en pension ou demi-pension).

Ces prestations peuvent être comprises ou optionnelles.

## Situation par pays

### En France
Un parc résidentiel de loisirs (PRL) est un mode d'hébergement touristique, c'est un terrain aménagé au sens des articles R. 111-32 et R. 111-46 du code de l'urbanisme. Il est spécialement affecté à l’accueil principal des habitations légères de loisirs (HLL).
Les PRL peuvent être exploités par cession d’emplacements en pleine propriété ou par location (régime hôtelier). Dans ce dernier cas seulement, ils font l’objet d’un classement. 
Dans le cas des PRL à cession d'emplacement seules les habitations légères de loisirs (HLL) peuvent être posées sur les parcelles, les mobile-homes ne pouvant être posés que sur des parcelles louées donc dans des campings ou des PRL en gestion hôtelière.
Sous le régime hôtelier, les emplacements équipés sont loués à la journée, à la semaine ou au mois pour une clientèle qui n’y élit pas domicile. Cette exploitation est soumise à deux conditions : 
1. Une seule personne physique ou morale doit avoir la propriété ou la jouissance du terrain.
2. Une seule personne physique ou morale doit assurer l’exploitation.

Ils se situent indifféremment à la campagne, à la mer, à la montagne, en bord de lac ou rivières, en espace naturiste, etc.